# ブエノスアイレスの喫茶店
ブエノスアイレスの喫茶店（ぶえのすあいれすのきっさてん、Cafetín de Buenos Aires）とは、マリアーノ・モーレス作曲のタンゴ。

## 概要
1948年発表の曲
エンリケ・サントス・ディセポロ作詞の歌詞がついていて、歌つきで演奏されることが多い。
歌手では、エドムンド・リベロやや、ロベルト・ゴジェネチェの歌唱が有名である。
YouTubeでも、いくつかアップロードされている。